# Jalaleddine Naccache
Pour les articles homonymes, voir Naccache.
Jalaleddine Naccache (arabe : جلال الدين النقاش), né le 22 juillet 1910 à Tunis et mort le 7 mai 1989, est un poète et écrivain tunisien.
Licencié en droit, il écrit des pièces de théâtre et devient en 1939 chroniqueur artistique et littéraire à Radio Tunis. 
Célèbre pour ses poèmes en arabe classique et dialectal tunisien, il est surtout connu pour avoir composé, en 1958, les paroles de l'hymne national tunisien intitulé Ala Khallidi. La musique de cet hymne est composée par Salah El Mahdi.